# Сельское поселение «Деревня Буда» (Думиничский район)
Сельское поселение «Деревня Буда» — муниципальное образование в Думиничском районе Калужской области.
Административный центр — деревня Буда.

## История
Перед войной на территории нынешнего СП «Деревня Буда» было сначала 3 сельсовета: Будский, Усадебский и Паликовский, с 1937 осталось два — Усадебский и Паликовский. Населённых пунктов было около 15 (в скобках указано число крестьянских дворов): село Усты (122), деревни Буда (134), д. Усадьба (141), Палики (170), Кремичное (65), Халелевка (26), Марьинка (46), поселки Ольховица (10), Долина (6), Дальние Поля (4), Тумановский (3), Макаровка (2), Средний Поселок (5), Бородулин (4), Давыдовка (8), Красногорье (17). Несколько домов было возле Паликских угольных шахт.
Также в состав Паликского с/с входил ж/д разъезд Солоновка, позже переданный Жиздринскому району.
Работали предприятия: Паликский кирпичный завод, Паликские угольные шахты, колхозы, в Красногорье — карьер по добыче песка для Дятьковского хрустального завода.
После войны все мелкие населённые пункты были укрупнены. Были образованы новые:
- в 1947 году — посёлок Паликского Кирпичного Завода (ныне село) и посёлок при железнодорожной станции Палики;
- в 1955 году — посёлок Новый.

Статус и границы территории сельского поселения установлены законом Калужской области от 01 ноября 2004 года № 369-ОЗ «Об установлении границ муниципальных образований, расположенных на территории административно-территориальных единиц „Думиничский район“, „Кировский район“, „Медынский район“, „Перемышльский район“, „Сухиничский район“, „Тарусский район“, „Юхновский район“, и наделением их статусом городского поселения, сельского поселения, муниципального района».

## Население
| 2010  | 2012  | 2013  | 2014  | 2015  | 2016  | 2017  |
| ----- | ----- | ----- | ----- | ----- | ----- | ----- |
| 1402  | ↗1406 | ↗1408 | ↗1428 | ↗1433 | ↘1377 | ↗1382 |
| 2018  | 2019  | 2020  | 2021  |       |       |       |
| ↗1402 | ↘1378 | ↘1368 | ↘1229 |       |       |       |

## Состав сельского поселения
В состав сельского поселения входят:
| № | Населённый пункт             | Тип населённого пункта          | Население |
| - | ---------------------------- | ------------------------------- | --------- |
| 1 | Буда                         | деревня, административный центр | ↗174      |
| 2 | Палики                       | железнодорожная станция         | ↘166      |
| 3 | Кремичное                    | деревня                         | ↗4        |
| 4 | Марьинка                     | деревня                         | ↘4        |
| 5 | Новый                        | посёлок                         | ↗558      |
| 6 | Палики                       | деревня                         | ↘15       |
| 7 | Паликского Кирпичного Завода | село                            | ↗448      |
| 8 | Усты                         | село                            | ↘20       |
| 9 | Усадьба                      | деревня                         | ↗13       |

Примечание: д. Кремичное — туристическая база, с. Усты — дачная зона, п. Новый — в число жителей включены военнослужащие в/ч.
- Карта